# Henri Laurent
Pour les articles homonymes, voir Laurent et Henri Laurent (manadier).
Henri Albert Fernand Laurent, né le 1er avril 1881 à Beaulieu-sur-Loire et mort le 14 février 1954 à La Rochelle, est un maître d'armes français, spécialiste de l'épée.

## Carrière
Henri Laurent participe à l'épreuve de maîtres d'armes d'épée lors des Jeux olympiques d'été de 1900 à Paris, où il remporte la médaille de bronze. Il s'impose ultérieurement aux Jeux interalliés de 1919, toujours à Paris, en simple et par équipe à l'épée.